# Gaetano Vestris
Gaetano Apolline Baldassarre Vestris (1729-1808), fue un bailarín de ballet francés que nació en Florencia, que hizo su debut en la ópera en 1749. 
Hijo de una familia teatral italiana, estudió danza con Louis Dupré en la Real Academia de París, para unirse más tarde a la Ópera de París, donde trabajo como maestro de baile de Luis XVI. Vestris fue el primer bailarín que se quitó la máscara para actuar, usando su cara como mimo.
En 1751, su éxito y vanidad habían crecido hasta tal punto que se afirmaba que decía: "hay tres grandes hombres en Europa: el rey de Prusia, Voltaire y yo". Fue un excelente mimo y bailarín. De 1770 a 1776 fue un maestro y compositor de ballets, retirándose con una pensión en favor de Jean Georges Noverre. 
Vestris se casó con una bailarina de origen alemán, Anna Heinel (1753-1808), que tuvo un gran éxito en la ópera. Vestris reapareció en escena con setenta y un años con motivo del debut de su nieto. 
Gaetano tuvo varios hijos que también se convirtieron en bailarines. Marie Auguste Vestris Allard, que hizo su debut a los doce años con la Ópera de París. El nieto, Armand Auguste Vestris, que tuvo la misma profesión, debutó en la ópera en 1800, pero dejó París para marchar a Italia y nunca reapareció en Francia. El hermano de Gaetano, Angiolo Vestris (1730-1809), se casó con Marie Rose Gourgaud, la hermana del actor Jean-Henry Gourgaud, más conocido como Dugazon. Su hermana Teresa fue más conocida por sus amantes que por su baile.